# Antocha (Antocha) platyphallus
Antocha (Antocha) platyphallus is een tweevleugelige uit de familie steltmuggen (Limoniidae). De soort komt voor in het Palearctisch gebied.